# 1380
| 1380               |
| ------------------ |
| Dødsfald - Fødsler |
| • Begivenheder     |

| Gregoriansk kalender | 1380 MCCCLXXX           |
| Ab urbe condita      | 2133                    |
| Armensk kalender     | 829 ԹՎ ՊԻԹ              |
| Kinesiske kalender   | 4076 – 4077 己未 – 庚申 |
| Etiopisk kalender    | 1372 – 1373             |
| Jødisk kalender      | 5140 – 5141             |
| Hindukalendere       |                         |
| - Vikram Samvat      | 1435 – 1436             |
| - Shaka Samvat       | 1302 – 1303             |
| - Kali Yuga          | 4481 – 4482             |
| Iransk kalender      | 758 – 759               |
| Islamisk kalender    | 782 – 783               |

Konge i Danmark: Oluf 2. 1376-1387
Se også 1380 (tal)

## Begivenheder
- Danmark og Norge indgår unionsfællesskab.

## Dødsfald
- Håkon 6. af Norge fra 1355 og af Sverige 1362-1364 (født 1340).
- 16. september - Karl V "den Vise", konge af Frankrig fra 1364 (født 21. januar 1338).